# Hůrky (Nová Bystřice)
Hůrky (německy Adamsfreiheit) jsou vesnice, část města Nová Bystřice v okrese Jindřichův Hradec v Jihočeském kraji. Pozůstatky bývalého městečka Hůrky stojí na vyvýšenině, čtyři kilometry severovýchodně od Nové Bystřice, ze které přes Hůrky vede silnice k Senotínu. Další silnice vede z Hůrek k Blatu a dále k Landštejnu, pěšky nebo na kole je možné dostat se do Dobré Vody a do Potočné.
Hůrky jsou nejvýše položeným sídlem okresu Jindřichův Hradec.[zdroj?]

## Název
Název vesnice je odvozen ze slova hórka ve významu malá hora. V historických pramenech se objevuje ve tvarech: Adamsfreyheit (1790, 1842) a Horky (Hůrky) nebo Adamsfreiheit (1854).

## Historie
Hůrky u Nové Bystřice se už na první pohled liší od jiných vesnic na Novobystřicku. Je to dáno celkovým vývojem od jejich založení. Zatímco ve zdejších vesnicích převažují nízké domky seskupené většinou kolem návsi, Hůrky vytváří linie domů podél cesty s rozšířením u kostela a dnes již zaniklým náměstím na jižním konci obce u hřbitova. Mnoho hůreckých domů je patrových, což svědčí o bývalé prosperitě.
Hůrky založené s právy městečka v roce 1637 zpočátku živily své obyvatele hornictvím. Jménem Hory, Hůry, Hůrky bývala ve středověku označována místa, kde byly těženy drahé kovy. V případě Hůrek se odhaduje, že se zde v blízkosti těžilo stříbro už od doby kolonizace území. Největšího rozmachu těžba stříbra dosáhla zřejmě v 16. a 17. století. Nejznámější byl Čertův důl (Tewlův od německého Teufel/čert) na stříbro někde u Senotína, který roku 1530 koupil od bratrů Tewlů, hradeckých měšťanů, Adam I. z Hradce. V roce 1628 novobystřické panství a s ním i území Senotína a budoucích Hůrek dostal od své matky Lucie Otýlie z Hradce jako svatební dar hrabě Adam Pavel Slavata. Ten sem už někdy po roce 1630 povolal první horníky, zejména z krušnohorského Saska, k dolování pyritu zpracovávaného pak na zelenou skalici (tehdy nazývanou vitriol). Dále se z něj získávala síra využívaná pro výrobu střelného prachu.
První zmínka o dolování v místě budoucích Hůrek je v dopise otce Adama Pavla, Viléma Slavaty z 12. července 1631 Adamovi z Valdštejna, kde popisuje tehdejší stav: „Já přijdouce z Telče na Bystřici na cestě spatřil jsem, jak syn můj milý půl míle od zámku Bystřice nalezl zasypané doly a ty nyní zase vyčistiti dal, z nichž mnoho rudy vysekávati dá a z té nemálo vitriolium se převažuje a má dobrou naději, že nemalý užitek bude moci z toho míti.“
Nově vznikající hornické osadě udělil pak hrabě v roce 1637 privilegia na úrovni hornických měst a ke správě jmenoval rychtáře s pěti konšely. Osadníci byli osvobozeni od roboty, vojenské služby i válečných kontribucí. Směli dále volně šenkovat pivo i obchodovat, což je odlišovalo od sedláků v okolních vesnicích. Novým osadníkům pak přidělil pozemky na stavbu obytných domů jako léna, těm nejchudším je postavil na vlastní náklady. Z toho byli povinni odvádět pouze roční rentu půl tolaru na zámek v Nové Bystřici. Nová osada nazvaná podle zakladatele Adamsfreiheit (Adamova svoboda) dostala i znak s modrou pětilistou růží Slavatů ve zlatém poli a pod ní křížem uloženými hornickými nástroji – mlátkem a želízkem. Podle soupisu v berní rule z roku 1654 bylo na Hůrkách už celkem 66 usedlostí, z nichž ve 36 žili havíři, ostatní se živili řemeslem.
Po úpadku těžby již v závěru 17. století přišlo další období rozkvětu až na sklonku 18. století spojené s výrobou paličkovaných krajek a jejich prodejem po celé monarchii. Velký rozmach nastal od dvacátých let 19. století s rozvojem textilní výroby spojené se zpracováním bavlny, která postupně nahradila tradiční len. Textilní výroba uživila v té době většinu zdejších obyvatel. Na Hůrkách vzniklo hned několik textilních dílen a také barvírna látek. Právě tehdy vyrostly typické patrové domy bohatnoucích textilních podnikatelů, kde byly umístěny textilní dílny, nebo obchodníků, kteří vedle krámů zřídili ubytovací hostince.
V roce 1843 Hůrky dosáhly maxima počtu obyvatel: žilo zde 593 obyvatel převážně německé národnosti, kteří se většinou zabývali výrobou plátna. Od roku 1841 se zde konaly do roka dva jarmarky. Po přenesení textilní výroby do nově zbudovaných továren v Nové Bystřici během druhé poloviny 19. století nastal postupný úpadek obce spojený s odlivem obyvatel, který se nezastavil ani po druhé světové válce. Po vysídlení původních německých obyvatel, jichž byla na Hůrkách většina a tvořili hlavní pracovní sílu místních tkalcoven, byla postupně ukončena i výroba ve zdejších textilních provozech. Opuštěné domy se nepodařilo znovu plně zabydlit, a tak byly postupně odstraňovány až téměř na polovinu původního počtu. V obci zůstal pouze státní statek a od padesátých let 20. století pak malá vojenská jednotka protivzdušné ochrany státu, která zde měla velitelství a kasárna.
Na rozdíl od okolních vesnic je na Hůrkách většina domů osídlena trvale, jen menší část slouží jako rekreační chalupy. Po ukončení samosprávy kdysi střediskové obce, provozu školy a několika pokusů o drobné podnikání na počátku devadesátých let 20. století začala celkově obec upadat. To se ale v posledních několika letech změnilo. Majitelé své nemovitosti postupně opravují a do vesnice se začíná vracet opět plnohodnotný život. V obci jsou v provozu tři penziony a nová restaurace, osadu navštěvují stále častěji turisté. V místním kostele byly obnoveny v letním období bohoslužby (od poloviny května do poloviny října každou sobotu od 18 hodin). V roce 2018 v obci začal také aktivně působit Hůrecký okrašlovací spolek.

## Obyvatelstvo
| Rok            | 1869 | 1880 | 1890 | 1900 | 1910 | 1921 | 1930 | 1950 | 1961 | 1970 | 1980 | 1991 | 2001 | 2011 | 2021 |
| -------------- | ---- | ---- | ---- | ---- | ---- | ---- | ---- | ---- | ---- | ---- | ---- | ---- | ---- | ---- | ---- |
| Počet obyvatel | 570  | 486  | 474  | 449  | 511  | 421  | 413  | 225  | 217  | 228  | 204  | 157  | 178  | 163  | 143  |
| Počet domů     | 95   | 95   | 89   | 89   | 91   | 90   | 91   | 72   | 62   | 46   | 42   | 47   | 48   | 51   | 51   |

## Obecní správa
Při sčítání lidu v letech 1850–1985 Hůrky byly městem a později obcí v okrese Jindřichův Hradec. Od 1. července 1985 jsou částí města Nová Bystřice v okrese Jindřichův Hradec. V letech 1961–1985 k obci patřily Blato, Kaproun, Klenová a Senotín.

## Pamětihodnosti
- Nejvýznamnější památkou v obci je klasicistní kostel kostel svatého Jakuba Většího s empírovými prvky postavený v letech 1813–1816 Franzem Schneiderem (1781–1868), zednickým mistrem z Hůrek, na místě původní kaple z roku 1769. V roce 1900 kostel vyhořel a po opravě dostal nový jehlancový tvar věže, který nahradil původní klasicistní báň.
- Navzdory mnohdy necitlivým stavebním úpravám v poválečném období je na Hůrkách zachována řada původních objektů z 18. a 19. století, které upomínají na bohatou historii dřívějšího městyse. Památkově chráněny jsou domy čp. 2, 23, 32 a 39.
- Socha svatého Jana Nepomuckého
- Nádraží úzkokolejné železnice (dva kilometry východně od vesnice)
- Na Křížovém vrchu jihovýchodně od obce stála kaple Panny Marie Bolestné z roku 1841, ke které vedla Křížová cesta. Zbořeno kolem roku 1955.

## Galerie

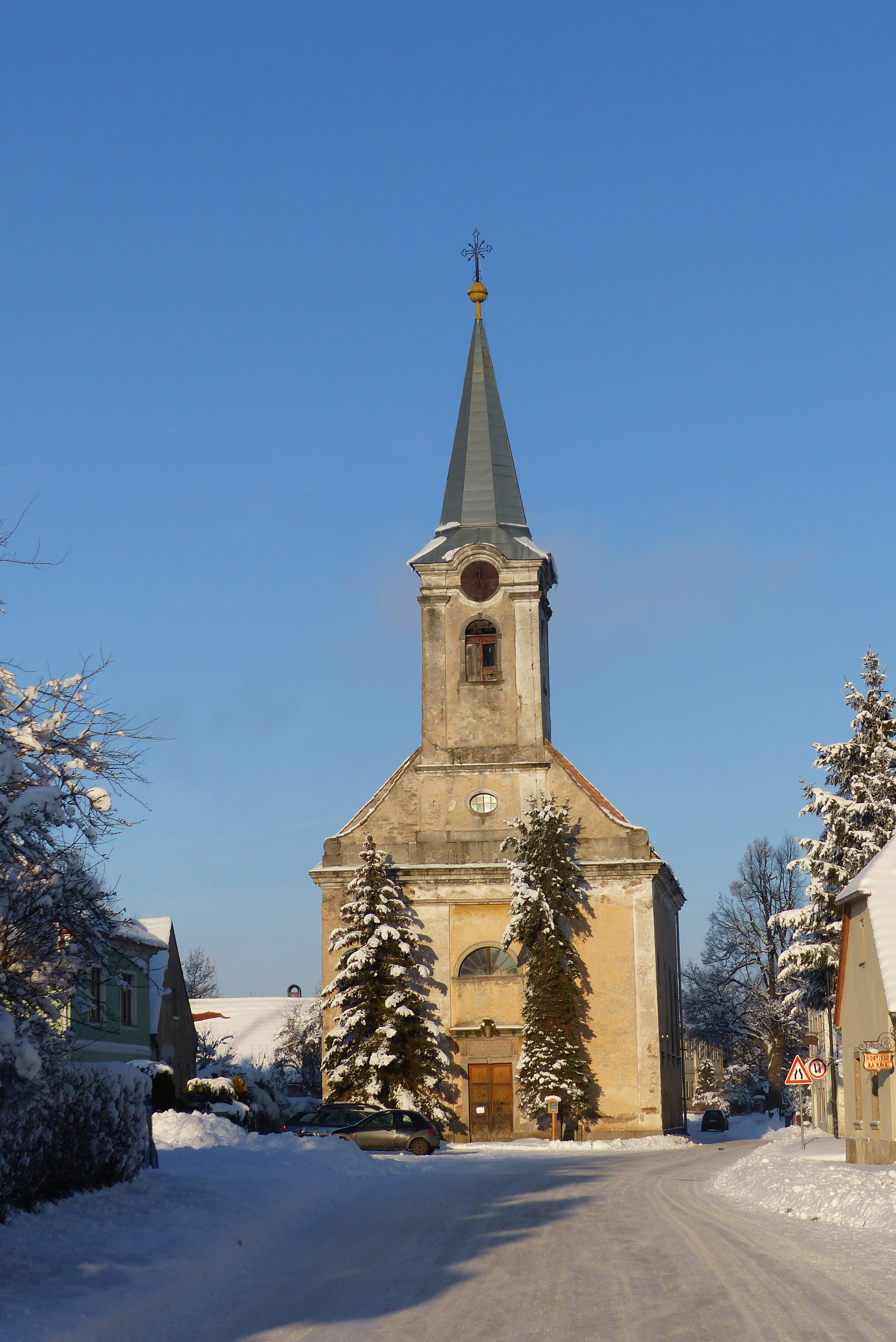
Kostel svatého Jakuba Většího
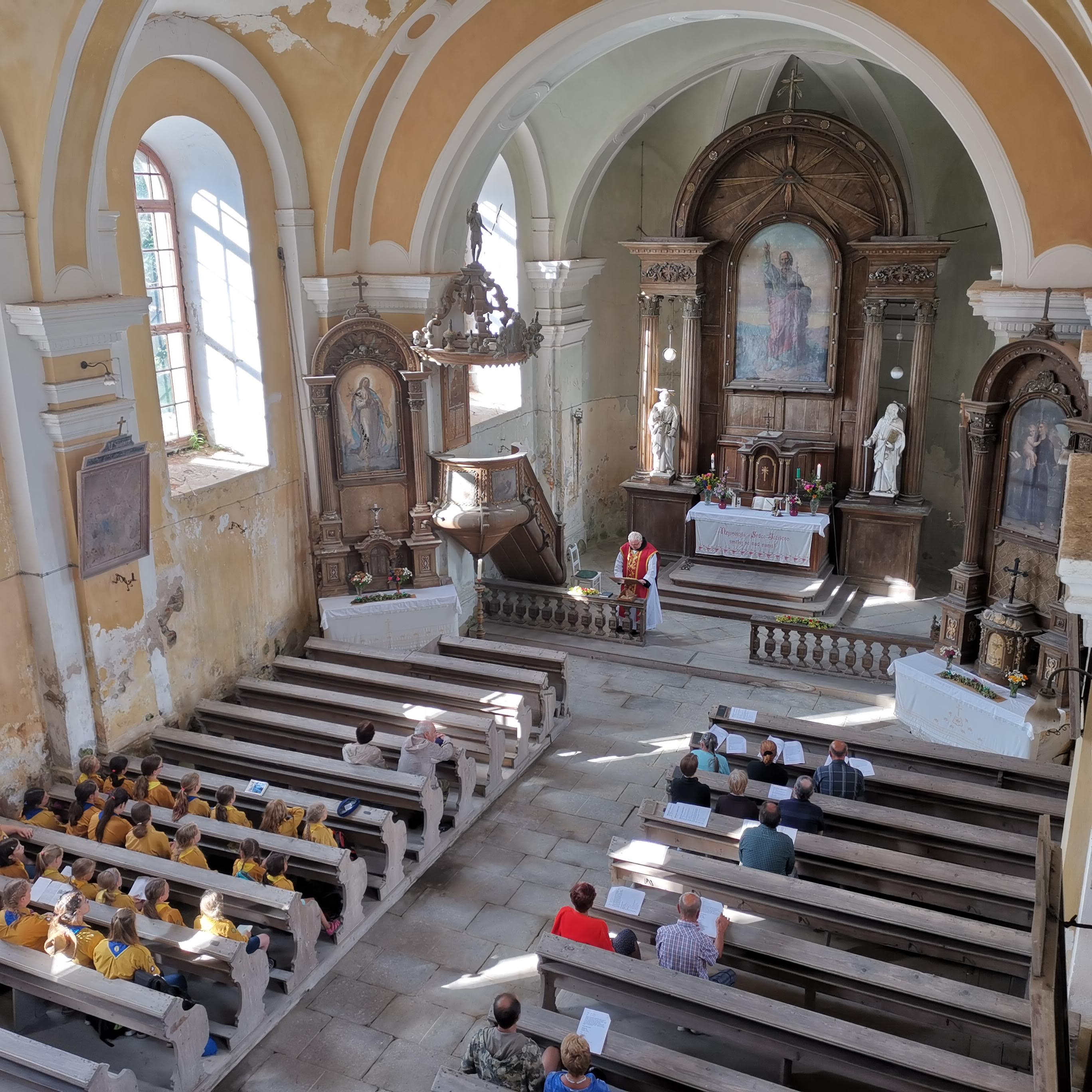
Interiér kostela svatého Jakuba Většího
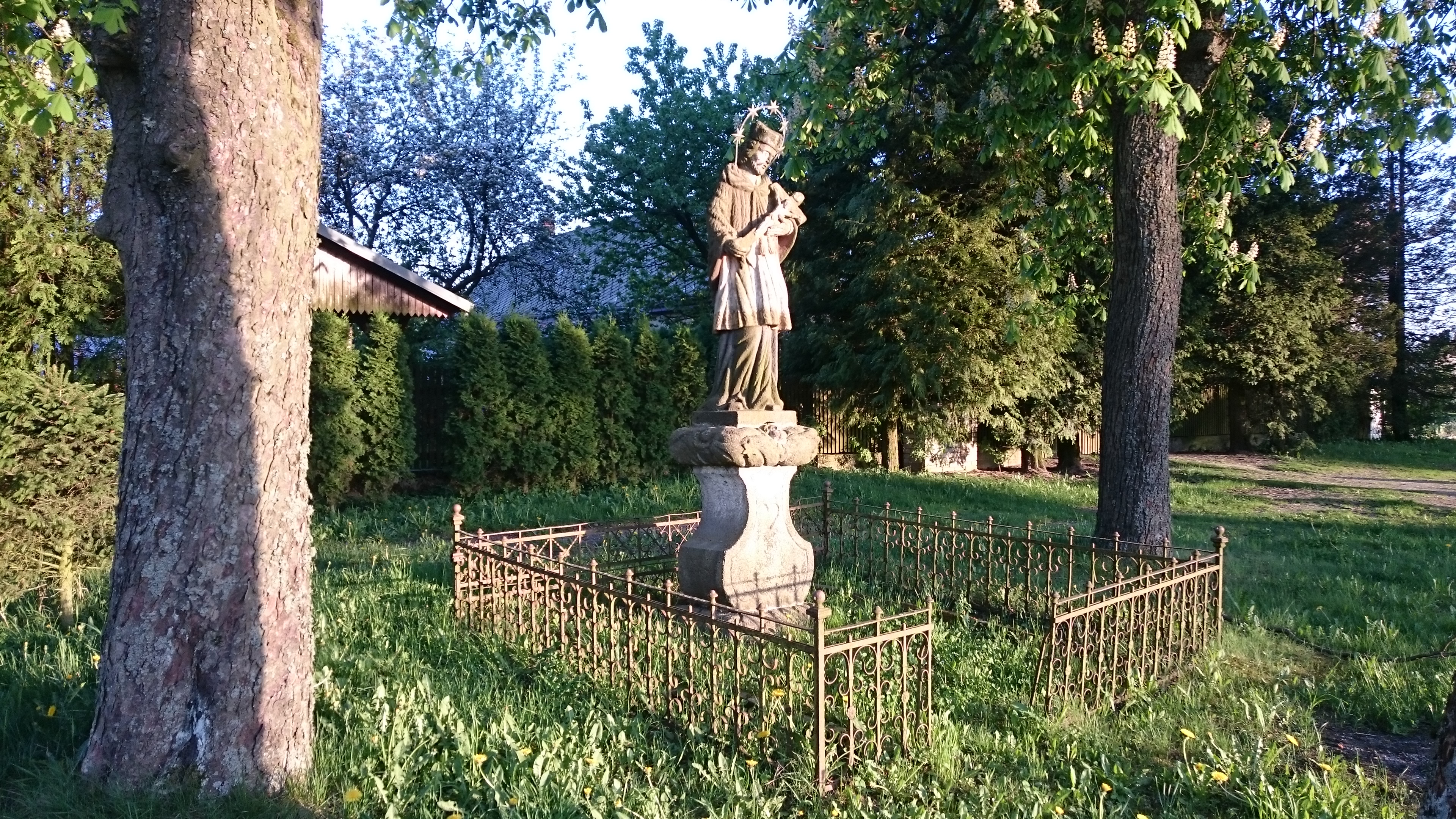
Socha svatého Jana Nepomuckého
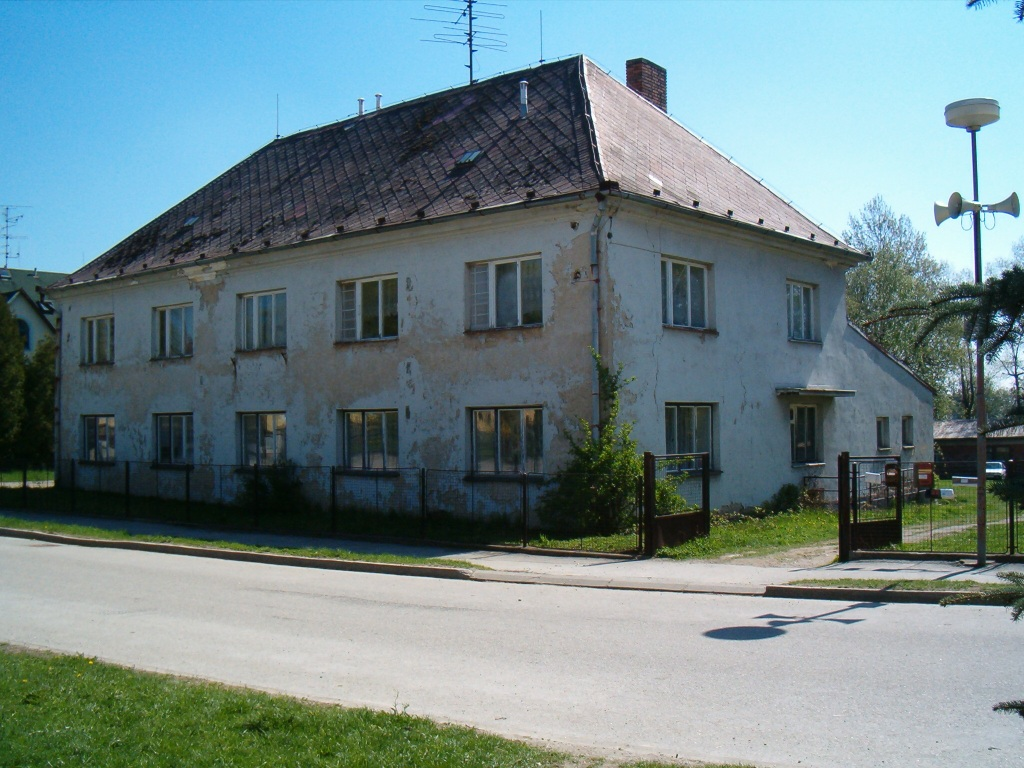
Budova bývalých kasáren protivzdušné obrany státu
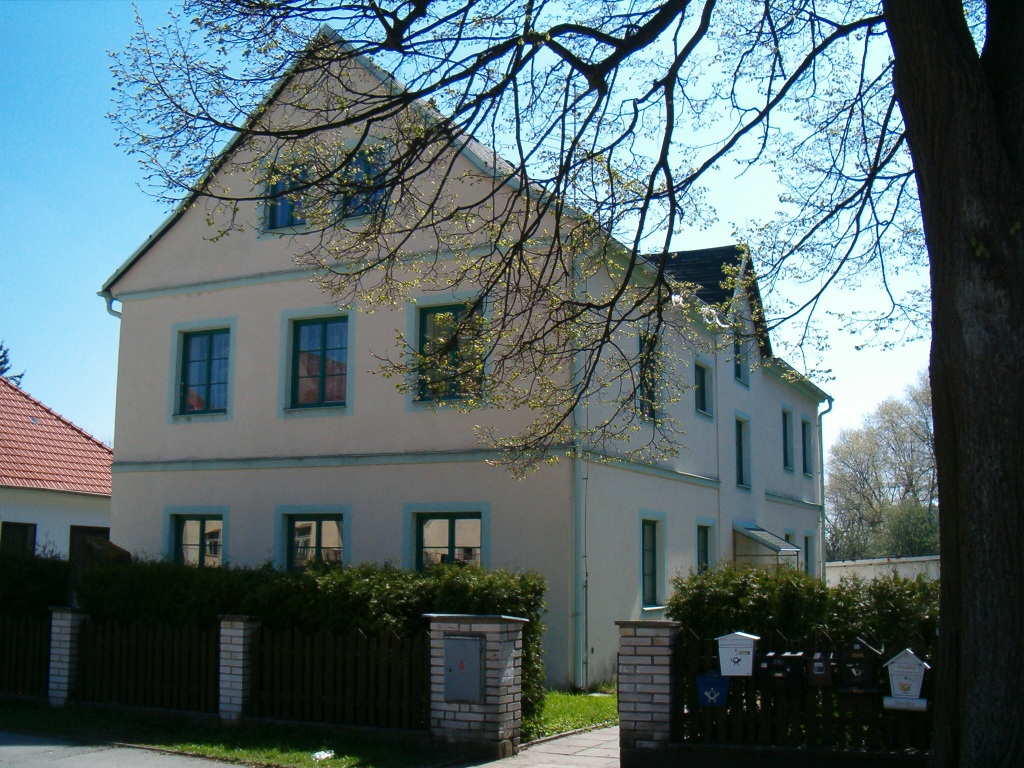
Budova bývalé školy
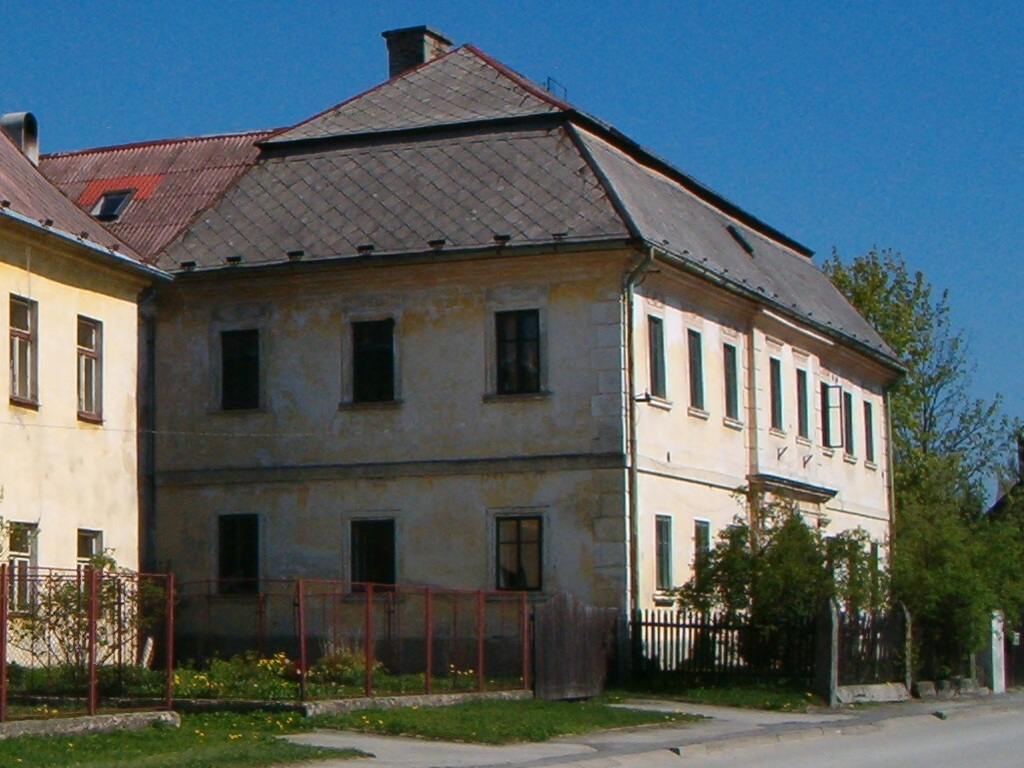
Bývalý obecní úřad (místní národní výbor)
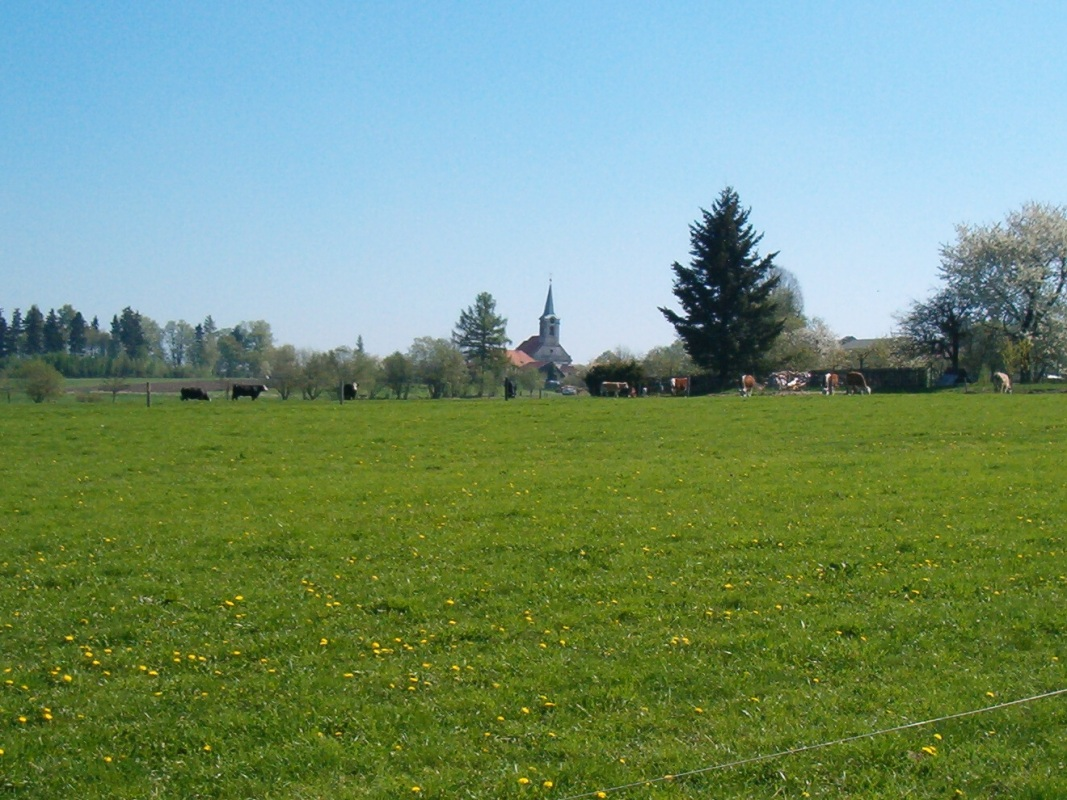
Pohled na vesnici od jihozápadu
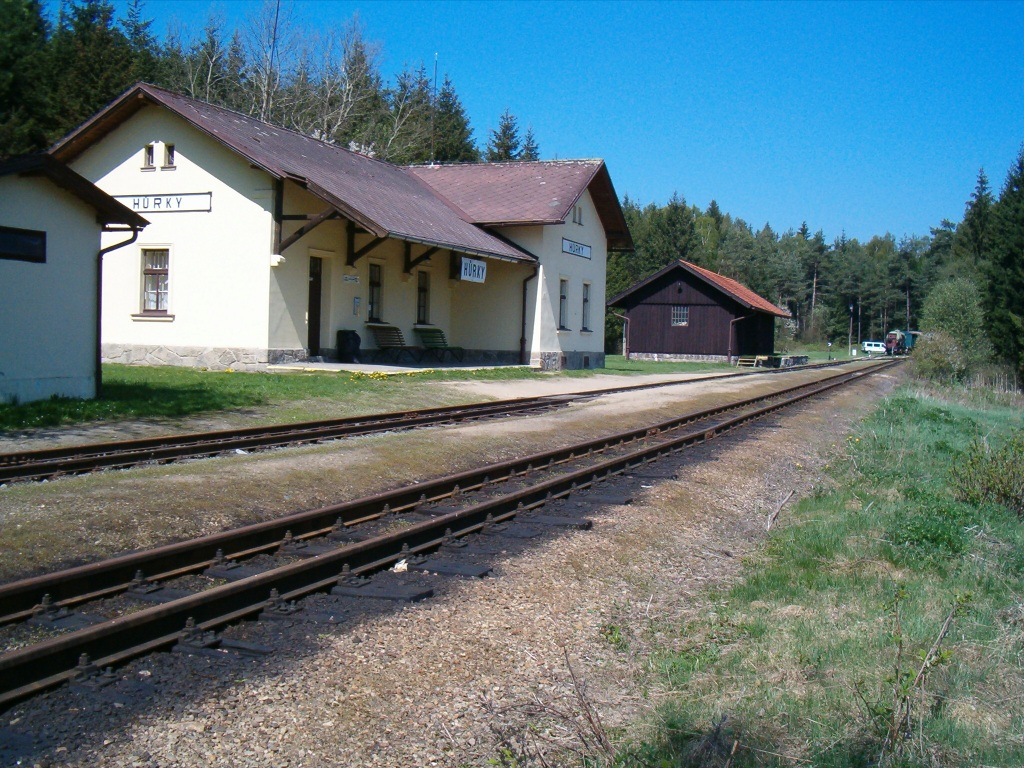
Zastávka úzkokolejné soukromé železnice JHMD
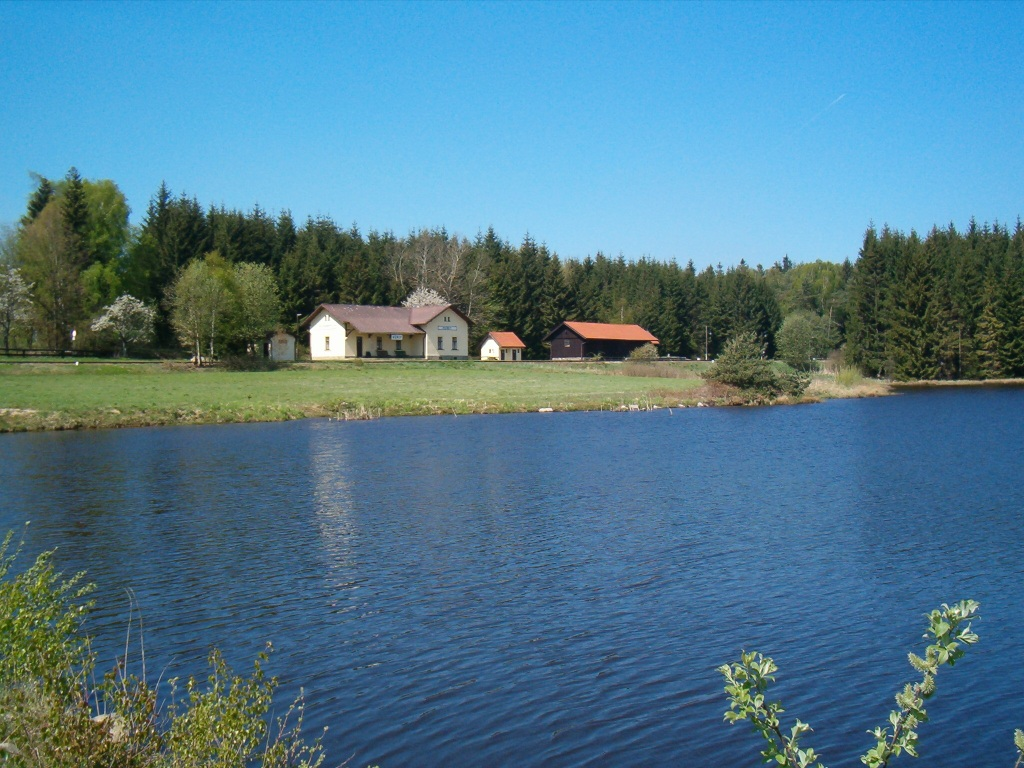
Zastávka JHMD ze silnice na Blato